# 塔夫里斯凯 (赫尔松区)
塔夫里斯凯（烏克蘭語：Таврійське），是烏克蘭南部赫爾松州赫尔松区比洛泽尔卡市镇内的村落。始建於二十世紀，面積0.78平方公里，海拔高度38米，2023年人口210，人口密度每平方公里725.6人。